# Reine Claude Dorée
Reine Claude Dorée sinonimia: Dorada Redonda Precoz, es una variedad cultivar de ciruelo (Prunus domestica), de las denominadas ciruelas europeas,
una variedad de ciruela variedad antigua obtenida en Francia se supone descendiente de 'Reina Claudia Verde', se desconocen polinizadores.
Las frutas tienen un tamaño de pequeño, con un color de piel amarillo, no uniforme, en
general es más verdoso en la zona ventral y dorado en el resto, con estrías más claras partiendo de la cavidad peduncular, ligera chapa sonrosada, y pulpa de color amarillo ámbar, transparente, textura semi blanda, fibrosa junto al hueso, muy jugosa, y sabor dulce y muy agradable, excepto junto al hueso, donde es muy ácida.

## Sinonimia
- "Dorada Redonda Precoz",
- "Prunus domestica Reine Claude Dorée",
- "Dorée Reine Claude",
- "Renkloda Dorée".[5]

## Historia
El área de origen de los ciruelos "Reina Claudia" sería seguramente Siria?, y se obtuvo en Francia tras el descubrimiento de un ciruelo importado de Asia que producía ciruelas de color verde. Este ciruelo fue traído a la corte de Francisco I por el embajador del reino de Francia ante la "Sublime Puerta", en nombre de Solimán el Magnífico.
El nombre de Reina Claudia es en honor de Claudia de Francia (1499–1524), duquesa de Bretaña, futura reina consorte de Francisco I de Francia (1494–1547). En Francia le decían la bonne reine.
'Reine Claude Dorée' es una variedad de ciruela francesa antigua, y se diferencia poco de la 'Reina Claudia Verde' de la que se cree procede, se desconoce el "Parental Padre" fecundante con su polen.
'Dorada Redonda Precoz' está cultivada en el banco de germoplasma de cultivos vivos de la Estación experimental Aula Dei de Zaragoza. Está considerada incluida en las variedades locales autóctonas muy antiguas, cuyo cultivo se centraba en comarcas muy definidas, que se caracterizan por su buena adaptación a sus ecosistemas, y podrían tener interés genético en virtud de su características organolépticas y resistencia a enfermedades, con vista a mejorar a otras variedades.

## Características
'Reine Claude Dorée' árbol de vigoroso crecimiento, de generosa producción, requiere poco mantenimiento. Requiere suelo ligero y una posición soleada. Las mejores frutas vienen cuando hay un comienzo de verano húmedo y un clima cálido y seco en el período de maduración. Si el clima es al revés, gran parte de la cosecha se pierde por culpa de la monilinia (Podredumbre parda). Tiene un tiempo de floración que comienza a partir del 18 de abril con el 10% de floración, para el 21 de abril tiene una floración completa (80%), y para el 2 de mayo tiene un 90% de caída de pétalos.
'Reine Claude Dorée' tiene una talla de tamaño pequeño (peso promedio 22,40 g.), de forma semi esférica, ligeramente aplastada en el polo peduncular y con ligera depresión a lo largo de la sutura, simétrica, con la sutura línea como transparente de color indefinido, poco marcada, situada en ligera depresión algo más acentuada junto a cavidad peduncular y disminuyendo hacia el polo pistilar; Epidermis muy recia y fuerte, poca pruina, blanquecina, sin pubescencia, y la piel color amarillo, no uniforme, en
general es más verdoso en la zona ventral y dorado en el resto, con estrías más claras partiendo de la cavidad peduncular, ligera chapa sonrosada, punteado muy abundante, pequeño, amarillento o blanquecino con aureola amarilla o verdosa, por lo general la zona peduncular y ventral quedan libres de punteado; Pedúnculo de longitud corto, fino, rojizo, ubicado en una cavidad del pedúnculo de anchura mediana, poco profunda, poco rebajada en la sutura y muy suavemente en el opuesto;pulpa de color amarillo ámbar, transparente, textura semi blanda, fibrosa junto al hueso, muy jugosa, y sabor dulce y muy agradable, excepto junto al hueso, donde es muy ácida.
Hueso muy adherente, muy pequeño, globoso, muy liso, surco dorsal fino y casi superficial, los laterales sustituidos por una fina arista, superficie lisa pero áspera.
Su tiempo de recogida de cosecha se inicia en su maduración primera decena de julio.

## Usos
La ciruela 'Reine Claude Dorée' debido a sus buenas características como postre fresco en mesa, está muy cultivada comercialmente.

## Cultivo
'Reine Claude Dorée' es medianamente fértil, por lo que se precisa un buen polinizador, tal como : 'Reine-Claude de Bavay', 'D'Oullins', 'De Chambourcy', 'D'Althan', 'Mirabelle de Nancy', 'Quetsche de Alsacia', 'Prune de Agen' (de Ente).

## Enfermedades y plagas
Plagas específicas:
Pulgones, Cochinilla parda, aves Camachuelos, Orugas, Araña roja de árboles frutales, Polillas minadoras de hojas, Pulgón enrollador de hojas de ciruelo.
Enfermedades específicas:
Se afecta menos que otras Claudias con la Podredumbre parda de las ciruelas.